# 创业园街道
创业园街道是中华人民共和国四川省绵阳市涪城区下辖的一个街道办事处。

## 行政区划
创业园街道下辖以下村级行政区划单位：
上马社区、八角社区、西园社区、新庙社区、元通社区和兴隆社区。